# Televisión en Argelia

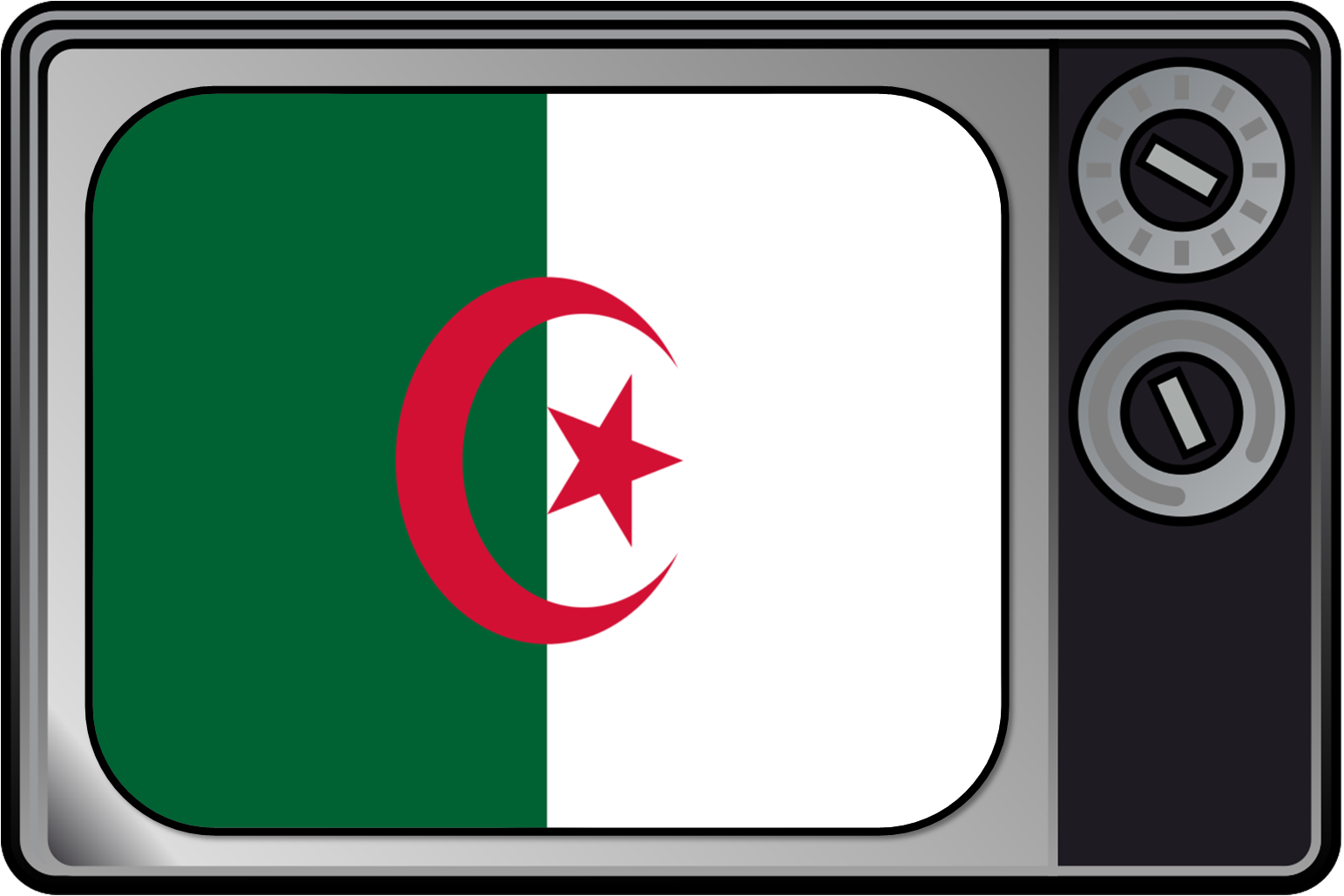
Televisor con bandera argelina

La televisión en Argelia nació en 1956.

## Canales
De acuerdo por los datos de enero de 2015:
| Posición | Canal        | Grupo                                 | Cuota de visualización total (%) |
| -------- | ------------ | ------------------------------------- | -------------------------------- |
| 1        | TV3          | Establecimiento público de televisión | 15,5%                            |
| 2        | Ennahar TV   | Grupo Ennahar                         | 13,3%                            |
| 3        | Echourouk TV |                                       | 13,1%                            |
| 4        | Nessma TV    | Karoui y el mundo de Karoui           | 10,2%                            |